# Leerzeichen
Das Leerzeichen (auch Leerstelle, Leerschritt, bes. schweiz. Leerschlag, engl. space [speɪs], blank [blæŋk]) dient der Abgrenzung von Wörtern oder anderen Informationen innerhalb eines Textes. Beim Einfügen von Leerzeichen ergeben sich Wortzwischenräume und dadurch wiederum Wortabstände (Breite der Wortzwischenräume). Durch Betätigen der Leertaste auf der Computertastatur wird ein Leerzeichen eingegeben bzw. gesetzt. Bei einer Schreibmaschine, mit der die Leertaste eingeführt wurde, wird lediglich der Wagen um eine Zeichenposition vor bewegt, woraus sich der gewünschte Wortzwischenraum ergibt. Im Bleisatz wurden Spatien für die Wortzwischenräume verwendet.

## Breite
Der Standard-Wortabstand (Breite des Wortzwischenraums) ist ein Viertelgeviert, folglich ist auch ein „normales“ Leerzeichen in der Regel ein Viertelgeviert breit, was allerdings abhängig von der verwendeten Schriftart ist. Es existieren jedoch auch Leerzeichen anderer Breiten. Beispielsweise ein schmales Leerzeichen, etwa in Abkürzungen wie »z. B.« oder zur Zifferngruppierung. Beim normalen Leerzeichen kann der Wortabstand mit verschiedenen zusätzlichen Möglichkeiten verändert werden, etwa beim Blocksatz oder bei der Auszeichnung durch Spationierung.

## Entwicklung
In antiken Texten war eine Trennung der Wörter nicht üblich (Scriptio continua). Die dichte Anordnung des Textes zwang den Leser zur sorgfältigen und in den meisten Fällen lauten Lektüre. Erst im 7. Jahrhundert wurde die Wortteilung eingeführt. Die klaren Wortabstände erleichterten das schnelle Erkennen und Verstehen der Texte.
Johannes Gutenberg kannte nur einen Wortabstand. Den Randausgleich der Zeilen in seiner 42-zeiligen Bibel erzielte er mit Hilfe verschieden breiter Buchstaben. Der Wortabstand entsprach dem Innenraum (Punze) des kleinen „n“. An ihm orientierten sich von nun an Schriftsetzer.
Die Erfindung der Schreibmaschine brachte einen weiteren Wortabstand. Er entsprach der immer gleichen Buchstabenbreite.

## Verwendung
Untersucht man deutsche Texte daraufhin, wie viele Buchstaben, Satz- und Wortzeichen sowie Leerzeichen sie enthalten, so stellt sich heraus, dass die Leerzeichen die größte Häufigkeit aufweisen, vor E als dem häufigsten Buchstaben.

### Druckwesen
Leerzeichen sind zum einen notwendig, um eine Zeile zum Blocksatz zu strecken. Darüber hinaus werden sie in Abkürzungen wie z. B. verwendet. Auch die Schreibweise von Zahlen wird u. a. mit Hilfe der Leerzeichen erreicht (Bsp. 123 456 789). Der Wortzwischenraum entspricht bei den meisten Schriftarten etwa dem Raum, den ein schmales Schriftzeichen (Buchstabe oder Satzzeichen) einnehmen würde. Die Größe der Wortzwischenräume bleibt im Flattersatz konstant, während sie im Blocksatz variieren kann.
Drei typische Fehler der Leerzeichensetzung haben eigenständige Namen bekommen:
- Plenk: überflüssiges Leerzeichen vor Satzzeichen
- Klemp: ausgelassenes Leerzeichen nach Satzzeichen
- „Deppenleerzeichen“ (Leerzeichen in Komposita): fehlerhaftes Leerzeichen innerhalb zusammengesetzter Substantive

Satzzeichen werden im Deutschen im Allgemeinen nie mit führendem, aber immer mit nachgestelltem Leerraum gesetzt, gewisse Strichzeichen (etwa Streckenstrich) auch mit führendem Leerraum, andere (Bindestrich) aber grundsätzlich ohne: Zeichensatz ohne Leerzeichen nennt man kompress.

### Textverarbeitung, Webtypographie und Datenverarbeitung
In der modernen Textverarbeitung trifft klassische Typographie auf Webdesign, wodurch sich zusätzliche Komplikationen ergeben:
Leerzeichen gehören zum Whitespace und sind damit als Steuerzeichen zu werten: Sie beeinflussen im Allgemeinen in allen Belangen das Parsen beliebigen Codes, indem sie Codeblöcke abgrenzen. In diesem Sinne gilt das auch für die reine Schriftdarstellung: Die Wörter stellen für den am Computer allgemein üblichen automatischen Zeilenumbruch die einzeln zu lesenden Informationseinheiten dar. Daher sind Leerzeichen, sofern sie nicht dagegen geschützt sind, im Text immer Umbruchmarken. Neben den unterschiedlichen Breiten von Leerzeichen gibt es in der Webtypographie, wo es den automatischen Umbruch gibt, noch geschützte Leerzeichen, an deren Position am Zeilenende nicht umbrochen werden darf.
Teilweise werden von Textverarbeitungsprogrammen oder Betriebssystemen selbstständig passende oder unpassende Leerzeichen erkannt (Autokorrektur), so etwa Leerzeichen am Absatzanfang oder in Einzelwörtern (etwa führendes Leerzeichen in Dateinamen).
In vielen Programmiersprachen und Codierungen sind sie das Terminationszeichen der einzelnen Befehle – in anderen werden sie aber als Whitespace prinzipiell ignoriert: C zum Beispiel verwendet sie, Java nicht, HTML ignoriert sie (außer im Text), nicht aber der URI-Code, siehe unten.

## Darstellung

### Bleisatz
Im Bleisatz wurden die Wortabstände durch Ausschluss erzeugt: Typografischer Weiß- bzw. Leerraum wurde mithilfe von Blindmaterial („nichtdruckende“ Viertelgeviert breite Spatien) zwischen die druckenden Lettern (Buchstaben der Wörter etc.) eingefügt. Spatien gab es in unterschiedlichen Breiten, z. B. auch zur Zifferngruppierung. Dieses Blindmaterial zählte für die damaligen Setzer jedoch nicht zu den „Zeichen“, es gab folglich kein „Leerzeichen“ im heutigen Sinne.

### Schreibmaschine
Auch eine Schreibmaschine hat im eigentlichen Sinne kein Leerzeichen. Hier wurde ursprünglich von Leerschritt oder Leerschlag gesprochen, da dabei kein Zeichen eingefügt wird, sondern lediglich der sogenannte Wagen um eine Zeichenposition vor bewegt wird.

### Desktop-Publishing und Webtypographie
In der Darstellung der Datenverarbeitung ist das Leerzeichen im Allgemeinen ein Leerraum (whitespace).
Für die Zwecke des Zeilenumbruchs gibt es zwei Typen von Leerzeichen:
- Umbrechendes Leerzeichen
- Geschütztes Leerzeichen, das einen automatischen Umbruch unterdrückt

#### Schriftzeichen in ASCII und andere Kodierungen
Das Leerzeichen hat den ASCII-Code 32 und in Unicode U+0020. Für bestimmte Zwecke gibt es besondere Leerzeichen, zum Beispiel das nicht-umbrechende oder geschützte Leerzeichen, in ISO 8859-1 mit dem Zeichencode 160 und der HTML-Entität &nbsp;:
| Code   | Umbruch | HTML     | Name                                              | Übersetzung                                                   | Codeblock                   | Beispiel | Beschreibung |
| ------ | ------- | -------- | ------------------------------------------------- | ------------------------------------------------------------- | --------------------------- | -------- | --- |
| U+0020 | Ja      | &#32;    | Space                                             | Leerzeichen                                                   | Basic Latin                 | ▕ ▏      | Normales Leerzeichen, vergleichbar mit dem ASCII-Zeichen 0x20 |
| U+00A0 | Nein    | &nbsp;   | No-Break Space                                    | Geschütztes Leerzeichen                                       | Latin-1 Supplement          | ▕ ▏      | Wie U+0020, aber die Zeile darf hier nicht umbrochen werden. |
| U+1680 | Ja      | &#5760;  | Ogham Space Mark                                  | Ogam-Leerzeichen                                              | Ogham                       | ▕ ▏      | Wird für Wortzwischenräume in Ogham-Texten benutzt. Benötigt eine Ogham-Schriftart. |
| U+2002 | Ja      | &ensp;   | En Space oder Nut                                 | Halbgeviert-Leerzeichen                                       | General Punctuation         | ▕ ▏      | So breit wie ein en (halb so breit wie ein em) |
| U+2003 | Ja      | &emsp;   | Em Space oder Mutton                              | Geviert-Leerzeichen                                           | General Punctuation         | ▕ ▏      | So breit wie ein em |
| U+2004 | Ja      | &#8196;  | Thick Space oder Three-Per-Em Space               | Drittelgeviert-Leerzeichen                                    | General Punctuation         | ▕ ▏      | So breit wie 1⁄3 des em |
| U+2005 | Ja      | &#8197;  | Mid Space oder Four-Per-Em Space                  | Viertelgeviert-Leerzeichen                                    | General Punctuation         | ▕ ▏      | So breit wie 1⁄4 des em |
| U+2006 | Ja      | &#8198;  | Six-Per-Em Space                                  | Sechstelgeviert-Leerzeichen                                   | General Punctuation         | ▕ ▏      | So breit wie 1⁄6 des em. In der computergestützten Typografie oft gleich mit U+2009. |
| U+2007 | Nein    | &#8199;  | Figure Space                                      | ziffernbreites Leerzeichen                                    | General Punctuation         | ▕ ▏      | In Schriften mit Ziffern fester Breite (Tabellenziffern) entspricht Figure Space der Breite einer Ziffer. |
| U+2008 | Ja      | &#8200;  | Punctuation Space                                 | punktbreites Leerzeichen                                      | General Punctuation         | ▕ ▏      | So breit wie ein enger, nach einem Interpunktionszeichen wie einem Komma folgender Abstand zum nächsten Zeichen. |
| U+2009 | Ja      | &thinsp; | Thin Space                                        | Schmales Leerzeichen                                          | General Punctuation         | ▕ ▏      | Schmales Leerzeichen: so breit wie 1⁄5 des em (manchmal auch gleich wie U+2006) |
| U+200A | Ja      | &#8202;  | Hair Space                                        | Haarspatium                                                   | General Punctuation         | ▕ ▏      | Noch schmaler als U+2009 |
| U+200B | Ja      | &#8203;  | Zero-Width Space                                  | breitenloses Leerzeichen                                      | General Punctuation         | ▕▏       | Breitenloses Leerzeichen: tatsächlich kein Leerzeichen, es zählt auch nicht zu den Whitespace-Zeichen, sondern ist ein nicht sichtbarer Abstand. Wird für Computersysteme verwendet, um Wortgrenzen anzuzeigen, wenn die Wörter nicht getrennt geschrieben werden. Daher zählt es nicht zu den Whitespace-Zeichen. Im Blocksatz können aber Leerräume zwischen den Wörtern entstehen. In HTML kann man dieses Zeichen als optionalen Umbruch in sehr langen Wörtern verwenden, vergleichbar mit dem Tag <wbr>. Dieses HTML-Tag wird nicht von allen Browsern unterstützt. |
| U+202F | Nein    | &#8239;  | Narrow No-Break Space                             | schmales nicht umbrechendes Leerzeichen                       | General Punctuation         | ▕ ▏      | Schmales Leerzeichen: nicht umbrechend wie U+00A0, jedoch schmaler |
| U+205F | Ja      | &#8287;  | Medium Mathematical Space                         | mittleres mathematisches Leerzeichen                          | General Punctuation         | ▕ ▏      | Für mathematische Formeln |
| U+2060 | Nein    | &#8288;  | Word Joiner                                       | Wortverbinder                                                 | General Punctuation         | ▕⁠▏       | Wie U+200B, und daher ebenfalls kein Whitespace-Zeichen, aber ohne Zeilenumbruch. Dieses Zeichen wurde in Unicode 3.2 eingeführt, um die Funktion von U+FEFF (siehe dort) als „Wortverbinder“ zu übernehmen. |
| U+3000 | Ja      | &#12288; | Ideographic Space                                 | Ideographisches Leerzeichen                                   | CJK Symbols and Punctuation | ▕ ▏      | So breit wie ein chinesisches, japanisches bzw. koreanisches Schriftzeichen. |
| U+FEFF | Nein    | &#65279; | Zero Width No-Break Space = Byte Order Mark (BOM) | Breitenloses, nicht umbrechendes Leerzeichen; Byte Order Mark | Arabic Presentation Forms-B | ▕▏       | Wird vorwiegend für die Darstellung der Byte Order Mark verwendet. Daher zählt es nicht zu den Whitespace-Zeichen. Die Verwendung als Leerzeichen mit Nullbreite ohne Umbruch wird seit Unicode 3.2 nicht mehr empfohlen. Siehe auch U+2060. |

#### Darstellung von Leerzeichen
Der Unicode-Block Symbole für Steuerzeichen definiert auch drei visuelle Symbole, die Leerzeichen darstellen, selbst jedoch keine sind.
| Code   | Glyphe | Name             | Beschreibung |
| ------ | ------ | ---------------- | --- |
| U+2420 | ␠      | symbol for space | In den meisten unterstützenden Schriftarten, eine Glyphe mit diagonal von links oben nach rechts unten laufender Buchstabenfolge SP für space (Leerzeichen).                       |
| U+2422 | ␢      | blank symbol     | Das kleine b mit Strich steht für blank (englisch für „Leerzeichen“). Es wurde in den 1960er Jahren von IBM eingeführt und wird nicht mehr verwendet.                              |
| U+2423 | ␣      | open box         | Die offene Schachtel wird beispielsweise in Softwaredokumentation verwendet, um ein Leerzeichen grafisch darzustellen. Sie wird auch in den meisten Handytastaturen dafür benutzt. |

#### Einsatz in HTML und Verwandten mit CSS
Mehrere aufeinanderfolgende Leerzeichen im Quelltext von HTML- und ähnlichen Dokumenten werden als ein einzelnes Leerzeichen in der Seite von einem Webbrowser ausgegeben, wenn es nicht explizit verhindert wird. Mit der CSS-Eigenschaft white-space und dem Wert pre-wrap (white-space:pre-wrap) geschieht dies.
Der typographische Weißraum kann hier durch Spationierung bzw. Sperrung oder Skalierung eines Leerzeichens mittels CSS definiert werden. Für den Wortabstand existiert die CSS-Eigenschaft word-spacing und für den Zeichenabstand letter-spacing; sie akzeptieren nummerische Werte gefolgt von einer Maßangabe wie px, ex, em, rem, pt, …
Beispiel Wortabstand:
```
<
div
 
style
=
"word-spacing:2em"
>
Dieser Satz zeigt großen Wortabstand.
</
div
>

```

erzeugt:
Dieser Satz zeigt großen Wortabstand.
Beispiel Zeichenabstand:
```
<
div
 
style
=
"letter-spacing:1ex"
>
Dieser Satz zeigt großen horizontalen Zeichenabstand.
</
div
>

```

erzeugt:
Dieser Satz zeigt großen horizontalen Zeichenabstand.
Webbrowser erzeugen Umbrüche am Zeilenende wenn nötig nach Leerzeichen, wenn dies nicht explizit verhindert wird. Mithilfe der CSS-Eigenschaft white-space und dem Wert nowrap (white-space:nowrap) kann der Umbruch nach einem nicht umbruchgeschützten Leerzeichens u. a. verhindert werden. In HTML 3.2 war dafür noch das Attribut nowrap vorgesehen, allerdings ausschließlich bei Tabellenzellen.
In HTML/XML sind mehrere verschiedene Leerzeichen möglich:
| HTML-/XML-Entität   | HTML-/XML-Entität    | Beschreibung/Kommentar                                                                             |
| namentlich/ benannt | nummerisch (dezimal) | |
| ------------------- | -------------------- | -------------------------------------------------------------------------------------------------- |
|                     | &#32;                | Normales Leerzeichen; mehrere im Quelltext aufeinanderfolgende werden als ein einzelnes ausgegeben |
| &nbsp;              | &#160;               | Leerzeichen ohne Umbruch; Umbruch erfolgt am vorstelligen normalen Leerzeichen                     |
| &ensp;              | &#8194;              | Leerzeichen in der Breite des Buchstaben n                                                         |
| &emsp;              | &#8195;              | Leerzeichen in der Breite des Buchstaben m                                                         |
| &thinsp;            | &#8201;              | schmales Leerzeichen                                                                               |
|                     | &#8239;              | schmales umbruchgeschütztes Leerzeichen                                                            |

#### Codierung in TeX
Für die manuelle Einstellung der Abstände zwischen Zeichen stellt TeX folgende Befehle zur Verfügung:
| Darzustellender Zwischenraum   | Syntax    | Länge         | Darstellung               |
| ------------------------------ | --------- | ------------- | ------------------------- |
| 2 quad                         | a\qquad b | 2 Geviert     | {\displaystyle a\qquad b} |
| 1 quad                         | a\quad b  | 1 Geviert     | {\displaystyle a\quad b}  |
| normaler Textabstand           | a\ b      | 6⁄18 Geviert  | {\displaystyle a\ b}      |
| großer Zwischenraum            | a\;b      | 5⁄18 Geviert  | {\displaystyle a\;b}      |
| kleiner Zwischenraum           | a\,b      | 3⁄18 Geviert  | {\displaystyle a\,b}      |
| kein Zwischenraum              | ab        | 0 Geviert     | {\displaystyle ab\,}      |
| kleiner negativer Zwischenraum | a\!b      | −3⁄18 Geviert | {\displaystyle a\!b}      |

Dabei stehen der große Zwischenraum a\;b und der kleine negative Zwischenraum a\!b nur im Mathematikmodus, nicht aber im Textmodus zur Verfügung. Dort muss das Leerzeichen mittels des horizontalen Abstands (z. B. a\hspace{-1pt}b) angegeben werden.

### Leerzeichen in Adressen und Pfadangaben

#### Leerzeichen in URIs
Da ein Leerzeichen innerhalb von URIs nicht vorkommen kann und den URI abschließt (Ende der Zeichenkette), werden Leerzeichen in z. B. Ordner- oder Dateinamen UTF8-konform umkodiert. Die Kodierung besteht aus dem Prozentzeichen % und einem zweistelligen Hexadezimalwert (bei Multibyte-Zeichen jeweils für jedes Byte).
Ein Leerzeichen wird mit %20 angegeben. Bei der älteren Codierung application/x-www-form-urlencoded wird ein Pluszeichen + verwendet.
Beispiel:

Auf einem Webserver liegt die Datei „bitte lesen.pdf“ in einem Ordner namens „wichtige dokumente“.
```
https://www.
example.com/wichtige
%20
dokumente/bitte
%20
lesen.pdf
```

```
https://www.
example.com/wichtige
+
dokumente/bitte
+
lesen.pdf
```

Beim Herunterladen der Datei wird in dessen Name wieder das richtige Leerzeichen eingefügt.

#### Leerzeichen bei lokalen Dateien und Ordnern
Vor allem in Unix- und unixoiden Systemen kann ein Backslash \ vor dem Leerzeichen verwendet werden, um der Shell mitzuteilen, dass ein Leerzeichen Teil des Pfades (Ordner-/Dateiname) ist und nicht die Zeichenkette beendet.
Beispiel:

```
~/public/wichtige
\ 
dokumente/bitte
\ 
lesen.pdf
```

Eine weitere Möglichkeit ist es, Pfade mit Leerzeichen in ein Paar doppelte oder einfache Anführungszeichen (" bzw. ') einzuschließen.
Beispiel:

```
"
~/public/wichtige dokumente/bitte lesen.pdf
"
```

```
~/public/
'
wichtige dokumente/bitte lesen.pdf
'
```

#### Leerzeichen in 8.3-Dateinamen
Im FAT-Dateisystem sind Leerzeichen in Dateinamen eigentlich nicht zulässig, werden aber von mancher Software geschrieben und akzeptiert (Beispiel OS/2 auf FAT-Volumes: EA DATA. SF. Dieser Dateiname für die Erweiterten Attribute eines Volumes erfüllt zwar die 8.3-Längenkonvention, enthält aber Leerzeichen, um die Datei vor Zugriffen und Veränderungen zu schützen. Mit moderneren Texteditoren wie Edit.com seit MS-DOS-Version 7.0 sind auch solche Dateinamen lesbar und die Dateien folglich bearbeitbar.). Dateinamen kürzer als acht Buchstaben (und Dateinamenserweiterungen kürzer als drei Buchstaben) werden in den Verzeichniseinträgen von links nach rechts mit Leerzeichen aufgefüllt, welche aber nicht zum Dateinamen gehören.
Im ISO-9660-Dateisystem können Leerzeichen in Dateinamen durch Unterstriche („_“) ersetzt werden.

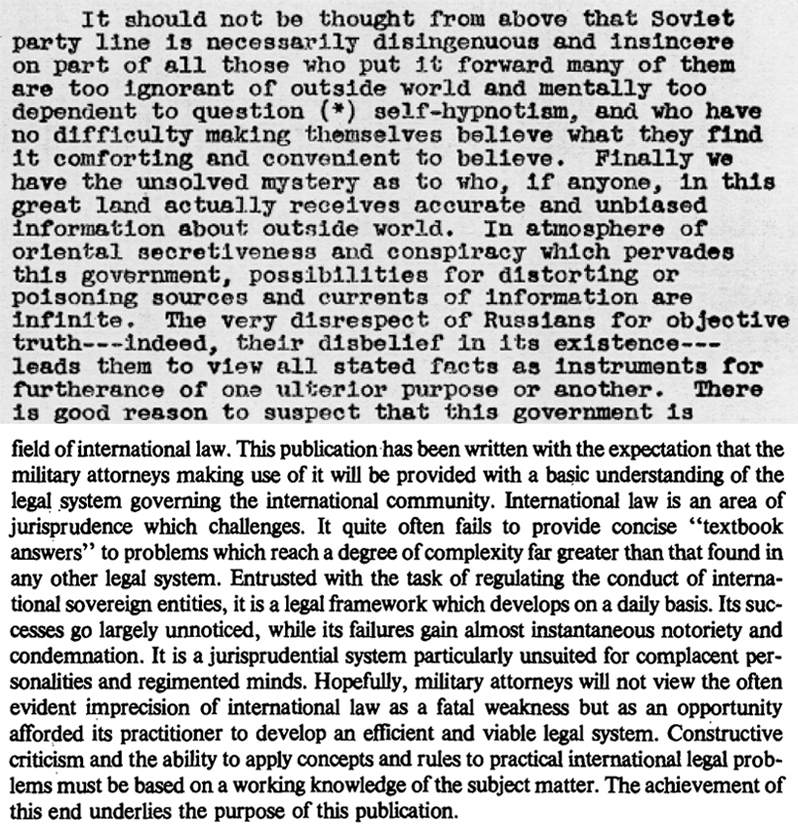
English spacing (oben)
im Vergleich zum French spacing.

## French/English Spacing
Seit Erfindung des Drucks mit beweglichen Lettern haben sich verschiedene typografische Konventionen in Sprachen mit lateinischem Alphabet entwickelt. French spacing bezeichnet eine Konvention, welche die Verwendung des Leerraums um Interpunktionszeichen regelt. Um die meisten Satzzeichen werden Leerstellen eingefügt, während nach Doppelpunkt, Strichpunkt und am Satzende ein einzelnes Leerzeichen steht. Somit besteht kein Unterschied hinsichtlich des Leerraums zwischen Sätzen und den Wörtern im Satz.
Eine davon abweichende Konvention ist das sogenannte English spacing. Hier werden Leerräume rund um die Interpunktionszeichen vermieden, aber ein vergrößerter Leerraum nach Doppelpunkt, Strichpunkt und Ganzsätzen benutzt. Besonders der horizontale Abstand zwischen Satzende und -anfang (engl. Sentence spacing) ist im Deutschen und vielen anderen, auf der Darstellung im lateinischen Alphabet beruhenden Sprachen, nicht gebräuchlich und sollte nicht mit dem Zeilenabstand (engl. Line Spacing) verwechselt werden, der den vertikalen Zwischenraum festlegt.
Diese Konvention hat eine lange Tradition. Vor dem 20. Jahrhundert war es im Drucksatz üblich, nach dem Satzende ein einzelnes, jedoch verbreitertes Leerzeichen zu benutzen. Nach Einführung der Schreibmaschine wurden zwei aufeinanderfolgende Leerzeichen zwischen den Sätzen verwendet, um diesen Stil der traditionellen Setzer nachzuahmen. Diese Gestaltung hatte sich im Besonderen in der englischsprachigen Welt, besonders in Amerika, für eine lange Zeit als Norm herausgebildet.
Verschiedene Gestaltungsrichtlinien und Typografen haben sich seither mehr oder weniger deutlich gegen diese redundante Zeichensetzung gewandt.
Im Einzelnen kann es zwar für zwei Leerzeichen am Satzende durchaus nachvollziehbare Gründe geben:
- Bei der Verwendung von manchen nichtproportionalen Schriftarten kann die Lesbarkeit erleichtert werden.
- Bei geringer Laufweite, also dem generellen Buchstabenabstand, kann ebenfalls eine Verbesserung der Lesbarkeit erreicht werden.
- Wenn bestimmte Abkürzungen, die mit Punkt geschrieben werden, am Satzende auftreten, kann die Verständlichkeit leiden.

Doch nach und nach setzt sich der konsequente Gebrauch von nur einem Leerzeichen auch in Amerika durch. Aber erst die Editionen aus den Jahren 2000 und 2008 des von der Government Printing Office (GPO) herausgegeben Style Manuals waren eindeutig in ihrer Hilfestellung und empfahlen den Verzicht auf doppelte Leerzeichen am Satzende. Menschen, die doppelte Leerzeichen am Satzende verwenden, werden als „two spacers“ bezeichnet, im Gegensatz zu „one spacers“, die Mehrheit, die nur ein Leerzeichen verwendet. Im Jahr 2020 begann Microsoft Word, zwei Leerzeichen nach Satzende im Englischen als Fehler zu markieren.
Ein wesentlicher Grund für diese Entwicklung ist, dass die Verwendung von Nichtproportionalschriften im normalen Schriftverkehr eher unüblich geworden ist. Aber es gibt Nischen. Beim Schreiben von Code in einer Programmiersprache besitzt eine dicktengleiche Schrift sehr große Vorteile gegenüber einer Proportionalschrift. Mitarbeiter der Cambridge University haben sich der Erstellung eines typografischen Standards für die Sprache C# gewidmet und sich dabei an den Formatierungsrichtlinien des English spacing orientiert.
Letztendlich bleibt aber die Unterstützung der einen oder anderen Konvention eine Frage des Geschmacks und ist wechselnden Moden unterworfen. Besonders in Amerika ist die Diskussion um „Better Writing“ noch lange nicht beendet, wie zahlreiche Publikationen, Foren und Blogs zum Thema belegen.
Der folgende Link führt auf eine französische Seite mit einer Zusammenfassung der Unterschiede in typographischen Konventionen zwischen Französisch und Englisch: Mémento de typographie anglaise à l’usage de rédacteurs francophones. Abgerufen am 11. Mai 2016.
Im Textverarbeitungsprogramm LaTeX kann die Textgestaltung über die Befehle \frenchspacing beziehungsweise \nonfrenchspacing beeinflusst werden.
| \documentclass{scrartcl} \usepackage[ngerman]{babel} \begin{document} Dr. No rannte. Drehte sich nicht um. Mr. Bond holte auf. \nonfrenchspacing Dr. No rannte. Drehte sich nicht um. Mr. Bond holte auf. \end{document} | Dr. No rannte. Drehte sich nicht um. Mr. Bond holte auf. Dr. No rannte. Drehte sich nicht um. Mr. Bond holte auf. |

Im Beispiel wird besonders die unterschiedliche Behandlung des Leerraums nach den Schlusspunkten deutlich. Auffällig ist auch, dass der Punkt nach „Dr“ als Ende einer Abkürzung erkannt wird, während „Mr.“ nicht als Kürzel für das englische Wort „Mister“ aufgefasst und der Punkt entsprechend als Satzendezeichen mit breiterem Abstand zum nächsten Großbuchstaben behandelt wird.
(Textdarstellung gemäß den Einstellungen des Online-LaTeX-Editors von overleaf.com)